# Quartier du Montparnasse
Quartier du Montparnasse (doslovně čtvrť Hora Parnas) je 53. administrativní čtvrť v Paříži, která je součástí 14. městského obvodu. Má rozlohu 112,6 ha a ohraničují ji ulice Boulevard Saint-Jacques, Place Denfert-Rochereau a Rue Daguerre na jihu, Avenue du Maine na jihozápadě, Rue du Départ na západě, Boulevard du Montparnasse a Boulevard de Port-Royal na severu a Rue de la Glacière na východě. Čtvrť proslavili především umělci, kteří zde žili a tvořili mezi světovými válkami.

## Název
Neobvyklé pomístní jméno vzniklo již v 18. století poblíž bývalé obce Vaugirard, která je dnes součástí města Paříže a označovalo území ležící na hranici současného 6. a 14. obvodu. Odkazuje na horu Parnas v centrálním Řecku, na které se podle řecké mytologie zdržovaly múzy. Takto označovali studenti Latinské čtvrti ironicky hromadu trosek, které vznikly už před rokem 1725 jako umělé návrší na dnešní křižovatce ulic Boulevard du Montparnasse a Boulevard Raspail. Název byl později použit při založení ulice Rue du Montparnasse v roce 1773 a tím dal v polovině 19. století název celé čtvrti.

## Historie
Území dnešní čtvrti leželo tradičně mimo hranice města a bylo k Paříži připojeno spolu s dalšími obcemi až v roce 1860. Původní pahorek, který nesl jméno Montparnasse, byl při stavebních úpravách odstraněn již v 18. století. Krátce po Francouzské revoluci zde bylo otevřeno mnoho tanečních sálů a kabaretů.

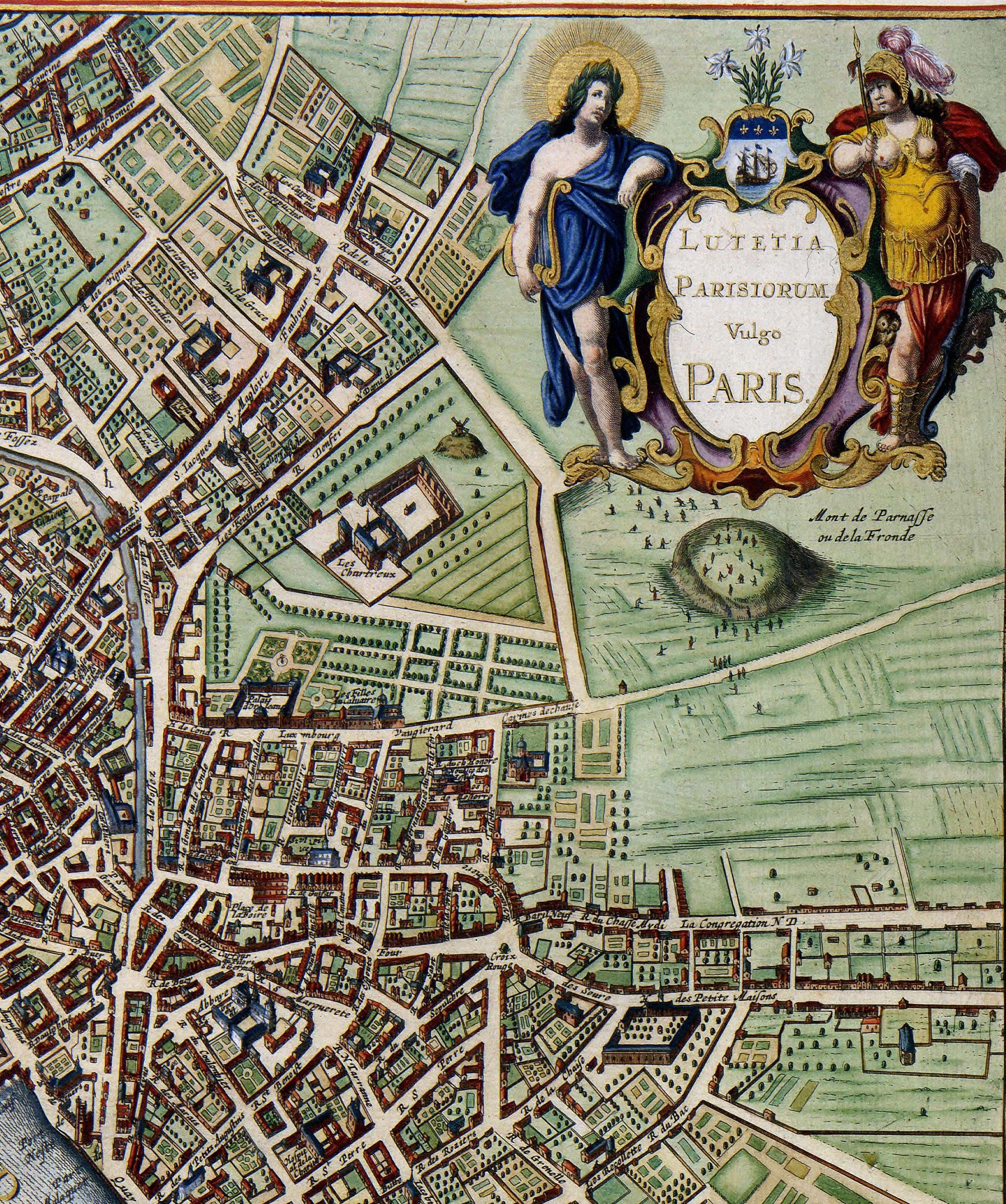
Mapa čtvrti z roku 1657

Světová výstava roku 1889 a bohatý umělecký život na Montmartru přitáhly do města množství umělců z různých zemí, takže se Paříž stala centrem moderny. Tehdy nepříliš módní čtvrť Montparnasse nabízela levné ubytování a mnoho kaváren a podniků, takže se po první světové válce stala domovem mnoha osobností. Mezi umělce, kteří pobývali a tvořili v této čtvrti, patřili Pablo Picasso, Guillaume Apollinaire, Henri Rousseau, Ossip Zadkine, Marc Chagall, Chajim Soutine, Amedeo Modigliani, Ezra Pound, Marcel Duchamp, Jean Cocteau, Constantin Brâncuşi, Paul Fort, Juan Gris, André Breton, Salvador Dalí, Jean-Paul Sartre, Henry Miller, Django Reinhardt, Joan Miró a na konci svého života Edgar Degas.
Vedle malířů, sochařů a spisovatelů byl významnou postavou fotograf Man Ray, který měl svůj první ateliér v hotelu des Écoles v ulici Rue Delambre č. 15, kde s ním rovněž pobývala modelka Alice Prin zvaná Kiki z Montparnassu.
Součástí této umělecké komunity byli i mnozí umělci ze Spojených států či dalších zemí jako David Herbert Lawrence, Ernest Hemingway, Gertrude Steinová, William Faulkner, Francis Scott Fitzgerald s manželkou Zeldou, James Joyce a další.
Místa setkávání umělců představovaly zdejší kavárny, bary a hospody, především kolem dnešního náměstí Place Pablo-Picasso. Nejoblíbenějšími podniky byly kavárny Le Dôme, Closerie des Lilas, La Rotonde, Le Sélect, La Coupole nebo Le Bœuf sur le toit (existují dodnes), jejichž majitelé mnohdy vycházeli nepříliš movitým umělcům vstříc. Ti mohli zabírat stůl po celý večer za jednotnou cenu. Pokud umělci nemohli platit účet, vlastník La Rotonde, Victor Libion, často přijal jako platbu výkres. Také zdi kaváren byly posety množstvím uměleckých děl a vytvářely improvizované galerie. V případě příliš ostré výměny názorů mezi umělci byla obsluha zvyklá nevolat policii.
Čtvrť nepřitahovala jen umělce, ale stala se také dočasným domovem i různým politickým uprchlíkům jako byli Lenin, Lev Trocký, Porfirio Díaz a Symon Petljura.
Montparnasse dosáhl svého vrcholu během 20. let 20. století. Ve 30. letech se zdejší společnost proměnila a druhá světová válka vývoj přerušila a zcela změnila ráz zdejší čtvrti. Po jejím skončení Montparnasse již nikdy nezískal v uměleckých kruzích svou tehdejší slávu a význam.

## Montparnasse dnes

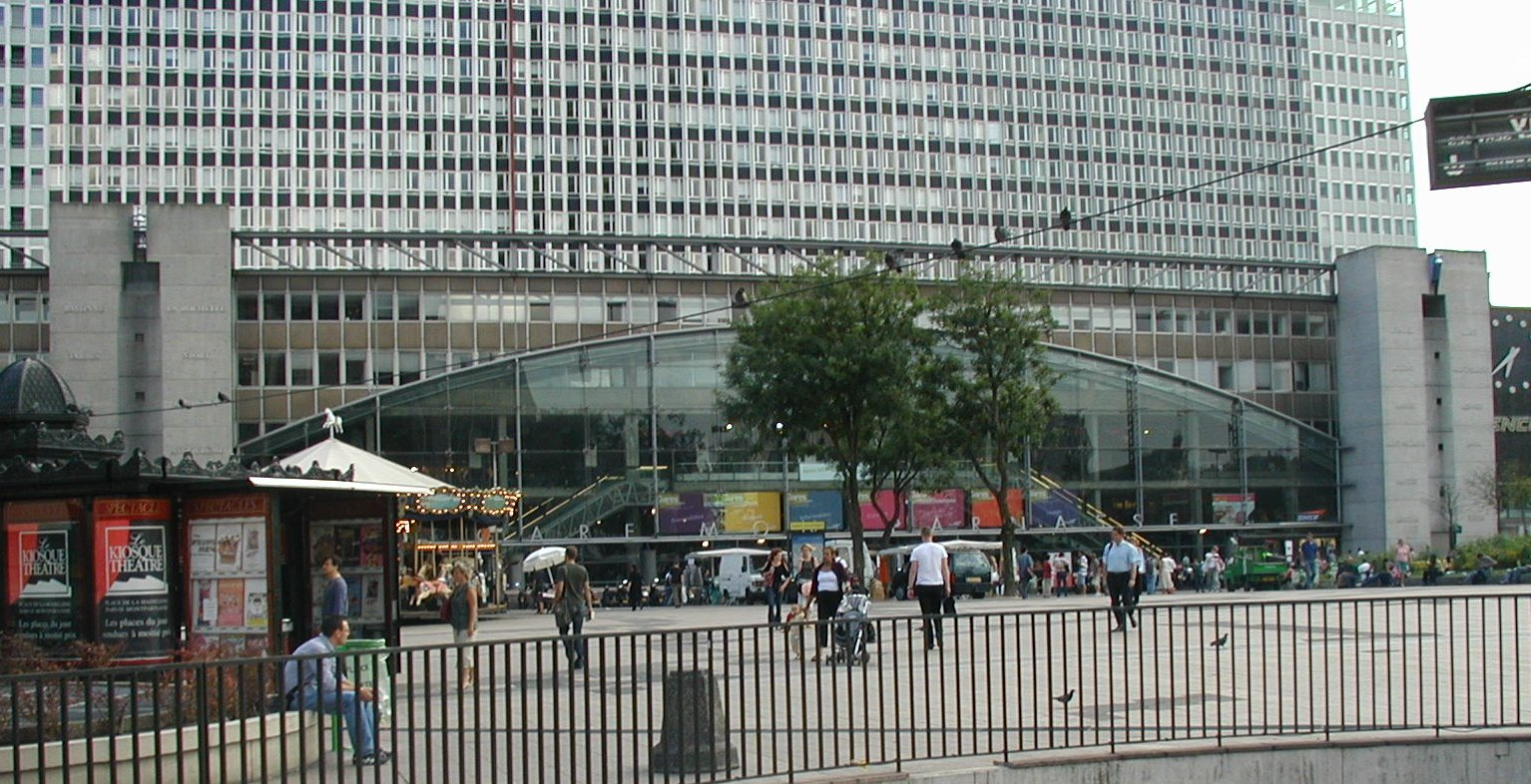
Železniční stanice Montparnasse

V 60. letech 20. století bylo rozhodnuto vytvořit z Montparnassu obchodní čtvrť levého břehu a pozměnit tak dosavadní tvář této historické lokality. Staré železniční nádraží bylo zbořeno a na jeho místě bylo postaveno nové Nádraží Montparnasse a nedaleko od něj obchodní centrum a Tour Montparnasse. Montparnasse se tak proměnil na čtvrť, která je přes den obchodní čtvrtí a večer nabízí množství barů, kaváren a kin. V roce 1998 bylo na Avenue du Maine otevřeno Musée du Montparnasse, které navazuje na bývalou uměleckou slávu v této čtvrti. Muzeum proto představuje pouze moderní umění.

## Vývoj počtu obyvatel
| Rok sčítání | Počet obyvatel | Hustota zalidnění (ob./km²) |
| ----------- | -------------- | --------------------------- |
| 1954        | 29 674         | 26 353                      |
| 1962        | 29 582         | 26 272                      |
| 1968        | 27 269         | 24 218                      |
| 1975        | 21 940         | 19 485                      |
| 1982        | 21 012         | 18 661                      |
| 1990        | 20 772         | 18 448                      |
| 1999        | 18 570         | 16 492                      |